# سر الغرفة 207
سر الغرفة 207 هي مجموعة قصصية كتبها الدكتور أحمد خالد توفيق، وصدرت للمرة الأولى في عام 2008 عن دار دايموند بوك، ثم أعادت طباعتها ونشرتها بعد ذلك دار ليلى للنشر والتوزيع بالقاهرة، ثُمّ دار كيان للنشر والتوزيع. كما أنتجت منصّة شاهد في عام 2022 مُسلسلًا مقتبسا من المجموعة بعنوان الغرفة 207.

## عن الكتاب
يحتوي الكتاب 12 قصة قصيرة تنتمي إلى فئة أدب الرعب، وتدور جميعها في فترة ستينيات القرن العشرين وفي حيز مكاني واحد لتحكي عن مجموعة أحداث غامضة وظواهر خارقة للطبيعة تحدث داخل غرفة مسكونة بالأرواح الغاضبة في أحد الفنادق، وتحمل هذه الغرفة رقم 207 .

## الأعمال المُقتبسة من الكتاب
أنتجت منصّة شاهد في عام 2022 مُسلسلًا مقتبسا من المجموعة القصصية بعنوان "الغرفة 207" وقام ببطولته محمد فراج، وريهام عبد الغفور، وكامل الباشا، ومراد مكرم، وناردين فرج، وأخرجه المخرج المصري محمد بكير. عُرض المسلسل خلال شهر نوفمبر 2022.

## أعمال أدبية مشابهة
تعرض كاتب المجموعة القصصية الدكتور أحمد خالد توفيق لاتهامات بالسرقة الأدبية بعدما وجد بعض القراء أن الإطار العام الي تدور فيه قصص مجموعة سر الغرفة 207 يتشابه إلى حد كبير مع رواية للكاتب الأمريكي ستيفن كينج بعنوان "1408" كانت قد صدرت في عام 1999 أي قبل نشر كتاب الدكتور أحمد خالد توفيق بنحو 9 سنوات كاملة. وكما هو الحال في سر الغرفة 207 تدور أحداث رواية ستيفن كينج في غرفة مسكونة بالأرواح في أحد الفنادق ويُمر كل من سكن هذه الغرفة بأحداث غامضة لا يمكن تفسيرها، غير أن بطل قصة 1408 هو كاتب تخصص في أدب الرعب وصائد أشباح مولع بغشيان البيوت المسكونة بالأرواح والأشباح، ومهتم باقتفاء أثر الظواهر الغامضة لذا فإنّه يقرر بمحض إرادته الذهاب للمبيت في الغرفة رقم 1408 بفندق نيويورك. اقتبس من رواية ستيفن كينج في عام 2007 فيلم سينمائيّ بنفس اسم الرواية.
نفى الدكتور أحمد خالد توفيق آنذاك تهمة السرقة الأدبية من رواية ستيفن كينج والتي أكد أنه لم يقرأها سوى بعدما انتهى من كتابة آخر قصة ضمن مجموعته القصصية، وذكر أنّ كلا العملين لا يتشابهان سوى في كونهما يتكلمان عن غرفة مسكونة بأحد الفنادق.